# Archicofradía Sacramental de la Expiración (Málaga)
La Archicofradía Sacramental de la Expiración, cuya denominación oficial es Pontificia, Real, Ilustre y Venerable Archicofradía Sacramental de Culto y Procesión del Santísimo Cristo de la Expiración y María Santísima de los Dolores Coronada, es una Hermandad perchelera perteneciente a la Agrupación de Cofradías que realiza su salida procesional en la Semana Santa de Málaga.
En 2025 contaba con 2.800 hermanos y sacó 470 nazarenos.

## Historia
Los orígenes de esta Hermandad Sacramental se sitúan en el año 1733 en torno a la devoción Ntra. Sra. de los Dolores, actual Virgen del Gran Poder de la Hermandad del Chiquito. Dicha Hermandad se fusiona con las Hermandades del Cristo de las Ánimas y del Nazareno de la Misericordia -El Chiquito- de la Parroquia de Nuestra Señora del Carmen Coronada durante la segunda mitad del Siglo XVIII. Más adelante, la Hermandad de los Dolores de San Pedro se refunda con la actual dolorosa. En 1920 se fusionan las Hermandades de los Dolores de San Pedro y la del Cristo de la Expiración de la misma Parroquia, creándose la actual Archicofradía, la cual procesionará por primera vez, en conjunto, al año siguiente. En 1922 accede al cargo de Hermano Mayor Enrique Navarro, cargo que desempeña hasta 1981, año de su fallecimiento. Alma mater y figura de la Cofradía, Don Enrique Navarro Torres es uno de los cofrades más importantes de la historia de Málaga. En el saqueo a la Iglesia de San Pedro de 1931 fueron destruidos ambas imágenes cristíferas de la Hermandad así como la Magdalena, salvándose únicamente el busto de la Virgen de los Dolores. Los años siguientes, de gran dificultad la Hermandad, hacen que esta transcurra por varios templos como el Sagrado Corazón, los Santos Mártires, el Carmen y la propia Catedral, hasta que regresan a su parroquia en 1946. En 1938 la Guardia Civil se vincula a la Cofradía como Hermano Mayor Honorario.
En 1955 se estrena al completo el paso de palio de la Virgen de los dolores, considerada la obra cumbre de los talleres de Manuel Seco Velasco -orfebrería- y Esperanza Elena Caro -bordados.
En los años 60 se concluyen las obras de la Casa Hermandad de la corporación, lo que sin duda dará un gran impulso a su vida de hermandad y a su patrimonio. El 4 de octubre de 1986 se marca un hito en la Archicofradía al ser coronada Canónicamente en la Catedral por el Arzobispo de Granada, María Santísima de los Dolores, siendo la primera Dolorosa malagueña en recibir tal preciado reconocimiento. En 1992 se funda la banda de música de la Expiración. En los años siguientes se remodela la Casa Hermandad y se restauran las capillas de la Archicofradía.

## Iconografía
Santísimo Cristo de la Expiración: El Triunfo de la Cruz sobre los enemigos del Hombre, (Mundo, Demonio y Carne), por la muerte de Cristo Redentor.
María Santísima de los Dolores Coronada: Virgen Dolorosa de manos abiertas.

## Imágenes
Santísimo Cristo de la Expiración
Realizado por el insigne escultor valenciano Mariano Benlliure y Gil (1862-1947) de 1939 a 1940. Realizado en madera de abedul, presenta una de las mejores imágenes realizadas en la posguerra española, situándose como una de las obras cumbre de la imaginería contemporánea. Su altura es de 1.88 metros. “…sus perfecciones somáticas, interesantes emotivas, son al propio tiempo veladas por una suave idealidad de transparencias celestiales…” (Informe de la Real Academia de San Telmo, titulado “Escultura religiosa Mariano Benlliure”. Firma: Luis Cambronero y Adrián Risueño. El Santísimo Cristo de la Expiración es una de las imágenes que "más ha aportado a la imaginería procesional de la ciudad", presentando “unos matices avanzados y liberados de la carga barroca”. El artista ha conseguido cultivar un dramático expresionismo a través de un escuálido cuerpo y de la cabeza inclinada patéticamente, insistiendo de modo manifiesto en los mecanismos que enfatizan el drama sacro. La efigie denota una cierta dureza de líneas-relieves intercostales, aristas tibiales, plegamientos del paño junto a una fuerte oposición al movimiento declamatorio, pues “todo el Cristo es un discurso silencioso”. El Santísimo Cristo de la Expiración fue nombrado protector oficial de la Guardia Civil en 2001.
María Santísima de los Dolores Coronada
La Virgen de los Dolores es una imagen que se atribuye a Antonio Asensio de la Cerda, siglo XVIII. De gran devoción en el barrio de El Perchel y en la ciudad, constituye uno de los iconos devocionales más importantes de Málaga. Popularmente conocida como "La Lola", esta Virgen Dolorosa es de las que goza de mayor fervor y popularidad. La coronación canónica, aprobada por la Santa Sede, tuvo lugar en 1986 en la Santa Iglesia Catedral por parte del entonces Arzobispo de Granada, José Méndez Asensio, convirtiéndose así en la primera dolorosa coronada de la ciudad. En el año 2008, se dio por finalizada la restauración de la imagen de María Santísima por el Instituto Andaluz para la conservación del Patrimonio Histórico de la Junta de Andalucía. Tras una largo estudio científico, los restauradores coinciden en la procedencia de la Imagen a la familia Asensio de la Cerda.

## Tronos procesionales

### Trono del Señor

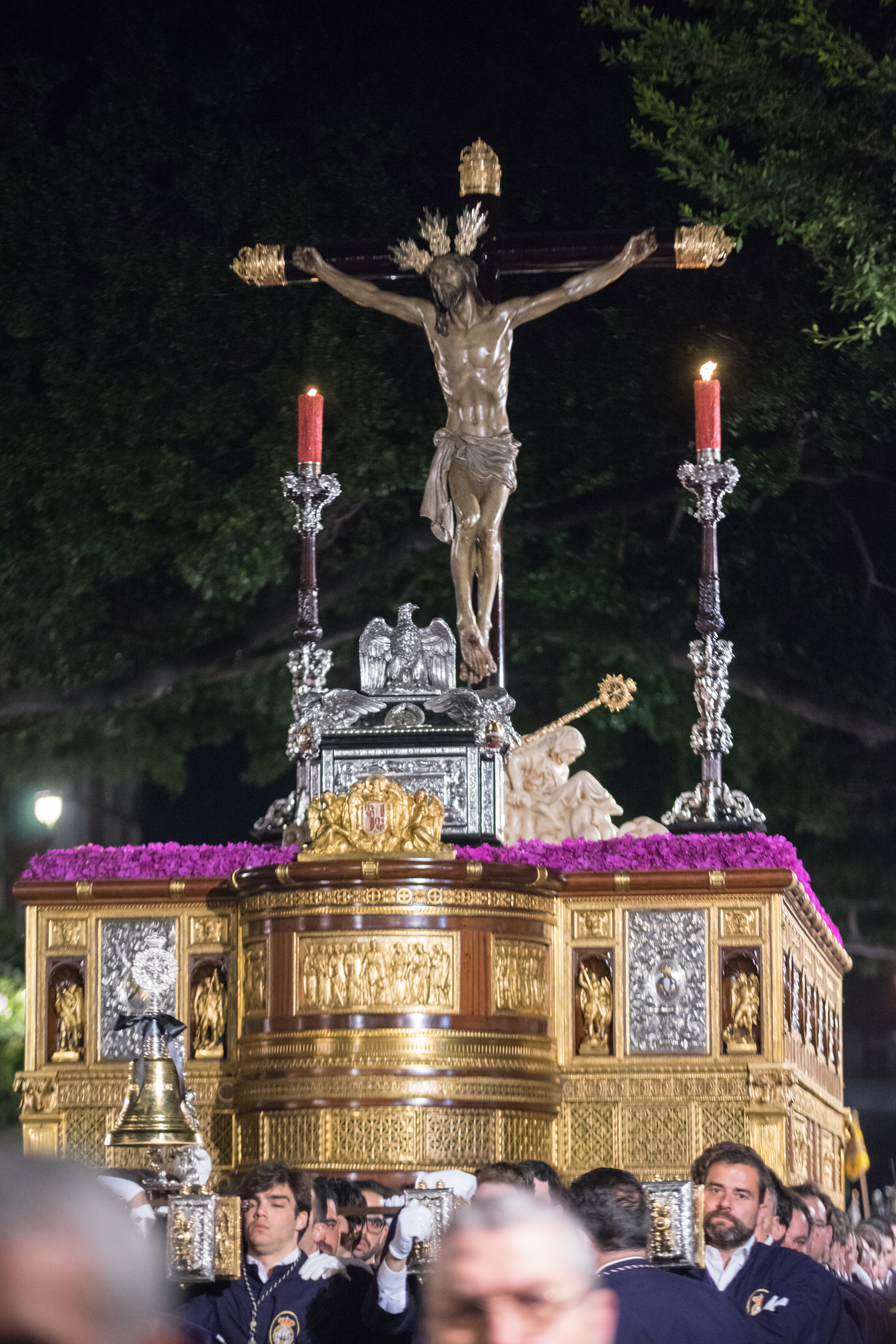
Trono del Santísimo Cristo de la Expiración, obra del Padre Félix Granda, Madrid.

El trono procesional del Santísimo Cristo de la Expiración, fue ejecutado entre 1939 y 1942 en los Talleres de Arte S.A. Dirigidos por el Padre Félix Granda. Está realizado en caoba, bronce y plata en estilo plateresco. De líneas clásicas, encierra un complejo programa iconográfico que se inicia en la parte inferior de la mesa del trono, en la que aparecen juntos a otros santos, algunos profetas y sibilas que predijeron la venida de Jesucristo. Más arriba, destacan una seria de fondos con la representación en bajorrelieves de las estaciones del Vía Crucis.
Sobre el frontal del mismo aparece una arqueta con arena y sangre de los caídos en defensa del Santuario de Santa María de la Cabeza, en Andújar, Jaén. A ambos lados de la cruz se han colocado dos hachones en los que el principal protagonista es el pelícano del que se creía que al inclinar la cabeza para alimentar a sus crías, se rajaba el pecho haciendo brotar su sangre de la que estos bebían y que, aquí, simboliza a Jesús por cuya Sangre hemos sido redimidos. La cruz se alza sobre las figuras de tres encapuchados sentados o semirrecostados sobre otros tres animales, el elefante, el carnero y el mono o, lo que es lo mismo, el mundo el demonio y la carne, tres pecados sobre los que Cristo aparece triunfante. Este es el único misterio alegórico que en la actualidad se procesiona por las calles de Málaga: El Triunfo de su Muerte y Resurrección sobre el pecado.
En esta parte delantera, en relieve, se encuentran grabados en Plata, oro y bronce el escudo de la Cofradía y el escudo de nuestro Hermano Mayor Honorario, La Guardia Civil.

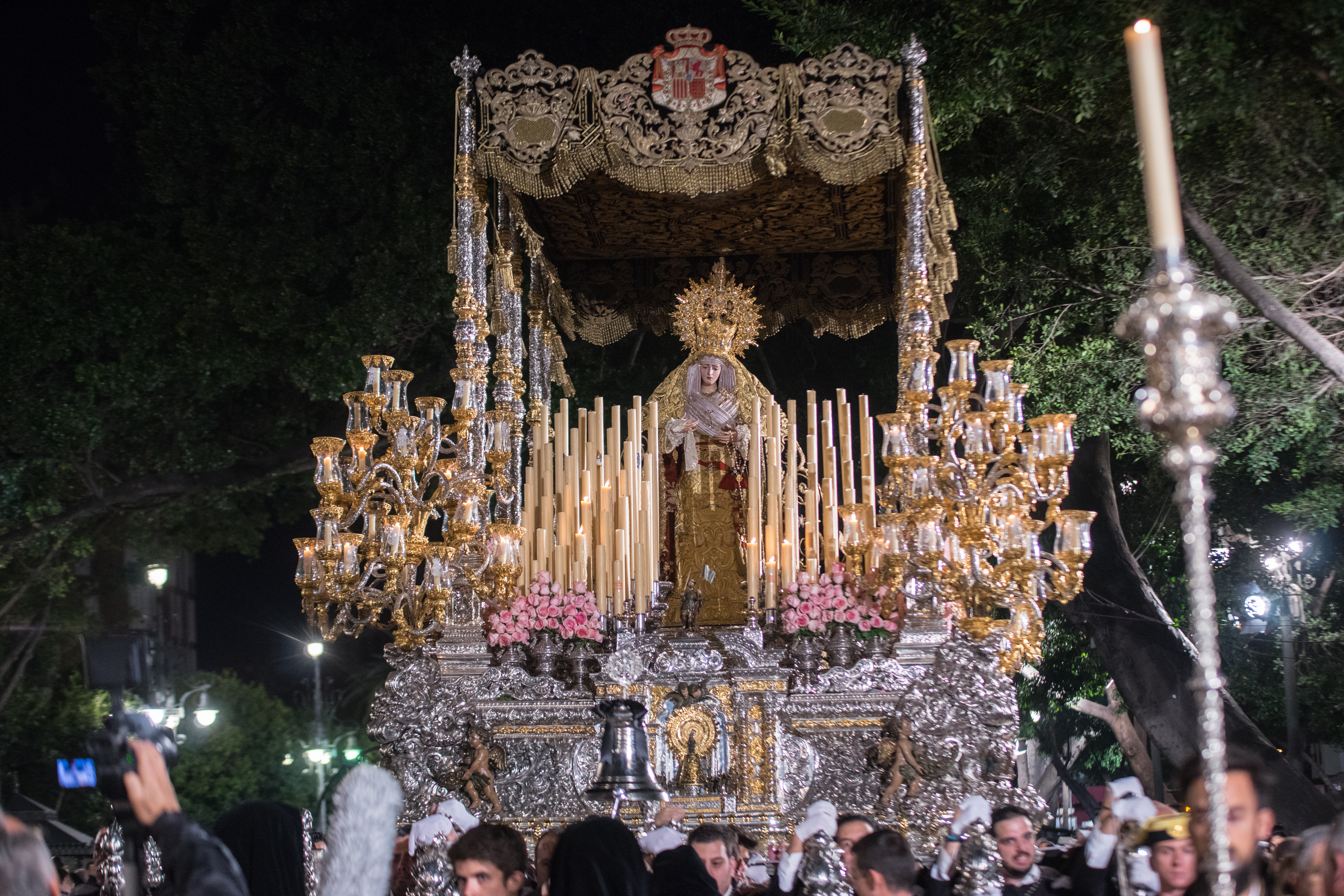
Virgen de los Dolores.

### Trono de la Virgen
El trono procesional de María Santísima de los Dolores Coronada fue realizado entre 1.946 y 1.955, en el sevillano taller de Manuel Seco Velasco y Bordados de Esperanza Elena Caro. Es el trono más pesado de la Semana Santa de Málaga con unos 4.200 kg. Basado en el proyecto del malagueño Luis Ramos Rosas. En principio debía incluir una réplica de cuatro de los templos más importantes de España, la Basílica del Pilar de Zaragoza, la Catedral de Sevilla, la Catedral de Toledo y la Catedral de Burgos, además de la Catedral de Málaga, pero había un problema de adecuación de los diferentes tamaños y estilos de los cinco pórticos obligaron a la realización de un segundo y definitivo proyecto.
El cajillo ,en plata, tiene 5 capillas con distintas advocaciones marianas; La Virgen del Pilar, en la parte frontal del Trono, Patrona de la Guardia Civil. En el lateral derecho La Virgen de la Victoria, Patrona de Málaga y la Inmaculada Concepción, advocación que iba a ser situada en el cielo del Palio, lugar que ocupa una representación de la Asunción de María a los Cielos en Cuerpo y Alma. En el lado izquierdo La Virgen del Carmen y La Virgen de Fátima. Completan esta parte baja del canasto la presentación del Niño en el Templo y Purificación de María, la Huida a Egipto, El Niño Jesús perdido y hallado en el Templo, El Camino del Calvario y el encuentro de Jesús con las mujeres, La Crucifixión, El Descendimiento y la Soledad.
En las bases de las doce barras de palio aparecen los doce Apóstoles de Cristo, entre los que destacan San Pablo "Apóstol de los gentiles" (extranjeros) y San Matías, que por sorteo, es elegido apóstol tras la traición y muerte de Judas Iscariote. La Virgen de los Dolores Coronada se sitúa en la parte central de esta pieza y su lugar también simboliza como Madre de Cristo y Madre de la Iglesia y, al mismo tiempo, corredentora e intercesora de ese Reino de los Cielos en la tierra que en aquel primer proyecto se quiso representar de una forma muy gráfica y que luego fue sustituido. En medio, los Apóstoles como cabeza de la Iglesia.
El trono procesionario está siendo restaurado desde 2020 por los talleres sevillanos de Orfebrería Ramón León Losquiño.

## Música
Banda de Música:
- Cristo de la Expiración, Antonio Feijóo Rueda (1944)
- Expiración, Juan Ruano Calleja (1944)
- Llanto y Dolor, Perfecto Artola Prats (1956)
- La Virgen de los Dolores, José Andreu Navarro (1959)
- Coronación de la Virgen de los Dolores, Perfecto Artola Prats (1986)
- Expiración, Perfecto Artola Prats (1991)
- Reina de los Dolores Coronada, Abel Moreno Gómez (1994)
- Cristo de la Expiración, Ginés Sánchez Torres (1994)
- Pasa la Virgen de los Dolores, Ginés Sánchez Torres (1994)
- Al Cristo de la Expiración, Antonio Jurado Pérez (1994)
- Soledades de la Virgen de los Dolores, Antonio Jurado Pérez (1994)
- Hombres de Trono de la Expiración, Agustín Díez Guerrero (1997)
- Dolores Coronada, Eloy García López (2002)
- Hombre y Redentor, Antonio Guerra Montoya (s/f)
- Dolores de Expiración, Gabriel Robles Ojeda (2003)
- Yo soy tu portador, Martín Malavé (2004)
- Consummatum Est, Eloy García López (2005)
- Reina Dolorosa del Alba, Juan Antonio Barros Jódar (2005)
- Coronada del Perchel, José Luís González Andrades (2007)
- Salve Regina, Narciso Pérez del Campo (2007)
- Música para una Madre, Eloy García López (2008)
- Manto y Corona, Eloy García López (2011)
- Amanecer Perchelero, José Ramón Valiño Cabrerizo (2011)
- Y en Málaga, expiró, José Manuel Pastrana Perea (2012)
- Malagueña de los Dolores, José Ramón Valiño Cabrerizo (ca. 2013)
- Tu último suspiro, Pablo Manzanares Méndez (2013)
- Madre Coronada, José Manuel Pastrana Perea (2016)
- Expiración, Gabriel Robles Ojeda (2019)
- Expiratum Est, Manuel Bonilla Casado (2019)
- Mater Plena Dolores, Alicia Cortés Camacho y Pepe Gámez Calderón (2022)
- Crucificado con Honor, Álvaro Ceregido Pérez (2024)

Cornetas y Tambores:
- La Expiración, Alberto Escámez López (1926)
- La Virgen de los Dolores, Alberto Escámez López (1926)
- La Virgen llora, Alberto Escámez López (1930)

Actualmente acompaña al Santísimo Cristo la Banda de Música "Antiguos alumnos de la expiración" , mientras que la Dolorosa es acompañada por la Banda de Música "Maestro Eloy García" de la Archicofradía de la Expiración.

## Principales piezas patrimoniales
Insignias:
- Cruz Guía: Realizada por Manuel Seco Velasco en carey y plata en la década de los 50.
- Faroles: Realizados por Manuel Seco Velasco en metal plateado en 1957.
- Senatus: Realizado por Manuel Seco Velasco en metal plateado y dorado en la década de los 50.
- Bandera pontificia: Realizado por Esperanza Elena Caro en hilo de oro fino y sedas sobre raso blanco y amarillo en la década de los 50.
- Bandera Sacramental: Realizada por Esperanza Elena Caro en hilo de oro fino sobre raso blanco en la década de los 50.
- Estandarte del Santísimo Cristo: Realizado por Salvador Oliver con una copia de eboraria del Señor obra de Raúl Trillo, y orfebrería en oro de ley de Juan Borrero,  en el año 2001.
- Guion del Santísimo Cristo: Realizado por Esperanza Elena Caro en hilo de oro fino sobre terciopelo morado, con placa de plata de Seco Velasco, en la década de los 50.
- Cruz alzada: Realizada en 2020 en plata de ley sobredorada y en su color por el taller Nietos de Seco Velasco.
- Mater Dolorosa: Realizada por Esperanza Elena Caro en hilo de oro fino sobre terciopelo negro en la década de los 50.
- Estandarte de Coronación: Realizado por Bordados La Trinidad en hilo de oro sobre malla y terciopelo negro en el año 2006.
- Estandarte de la Santísima Virgen: Realizado por Bordados La Trinidad, con orfebrería en plata de ley, oro y eboraria de los Hermanos Delgado, en el año 2004.
- Guion de la Santísima Virgen: Realizado por Esperanza Elena Caro en hilo de oro fino sobre terciopelo negro, con orfebrería en plata de ley de Seco Velasco, en la década de los 50.
- Guion corporativo: Realizado por Bordados La Trinidad, con orfebrería en plata de ley de los Hermanos Delgado, en el año 2006.
- Bocinas y paños de bocina: Realizadas por Manuel Seco Velasco en metal plateado en 1957. Los paños son obra del taller del Convento de Santa Isabel de Sevilla, en hilo de oro fino, exoraría y pedrería, bajo diseño de Juan Casielles del Nido.
- Mazas: Realizadas por Manuel Seco Velasco en metal plateado en la década de los 50.
- Varas: Realizadas por Manuel Seco Velasco en metal plateado en 1957.
- Blandoncillos/Palermos: Realizados por Manuel Seco Velasco en metal plateado y dorado en 1957.
- Ciriales: Realizados por Manuel Seco Velasco en metal plateado y dorado en 1957.
- Navetas e incensarios: Realizadas por Manuel Seco Velasco en metal plateado en 1956.
- Estandartes antiguos: Existe uno por cortejo, los cuales ya no procesionan. Realizados en 1923 fueron bordados en oro sobre malla por las Reverendas Madres Adoratrices con pinturas de Luis Salabarría.

Enseres:
- Cruz de caramelo: Realizada por Manuel Toledano Vega con casquetes de Manuel Seco Velasco en plata sobredorada
- Manto de traslado: Realizada por el instituto de las Adoratrices en 1942 en hilos de oro fino y plata sobre terciopelo negro.
- Manto de Ana María: Realizada por Esperanza Elena Caro, en la década de los 50, en hilo de oro fino sobre terciopelo negro. Fue un regalo de Ana María Chico de Guzmán March, viuda del Marqués de Aldama.
- Manto del azulejo: De autor desconocido, bordado en plata sobre terciopelo negro, siendo el más antiguo que posee la Archicofradía.
- Manto morado: Realizado por Manolo Mendoza en 2022, bajo diseño de Salvador Aguilar, en hilo de oro fino.
- Manto burdeos: Realizado por Manolo Mendoza en 2022, reaprovechando los bordados de un frontal de altar del siglo XIX.
- Manto de salida: Realizada por Esperanza Elena Caro, en la década de los 50, bajo diseño (atr.) de Manuel Elena Martín en hilo de oro fino y sedas sobre terciopelo negro.
- Saya de Elena Caro: Realizada por Esperanza Elena Caro bajo diseño (atr.) de Manuel Elena Martín en hilo de oro fino sobre raso blanco.
- Saya de Carrasquilla: Realizada por Guillermo Carrasquilla Gutiérrez en hilo de oro fino obre tisú de plata blanco.
- Saya del Aniversario de Coronación: Realizada por Manolo Mendoza bajo diseño de Salvador Aguilar en hilo de oro fino y sedas sobre tisú de oro en su color.
- Saya de Felicitación Gaviero: Realizada por María Felicitación Gaviero bajo diseño de Antonio Rodríguez con motivo del XXV aniversario de coronación, en oro y sedas sobre tisú de plata.
- Saya del azulejo: De autor desconocido, bordada en plata sobre terciopelo negro, siendo la más antigua que posee la Archicofradía.
- Saya del gato: Realizada por Esperanza Elena caro, en la década de los 50, en oro sobre terciopelo negro.
- Saya de César Girón: Realizada en el taller Sobrinos de José Caro en la década de los 60 con el traje de luces del torero César Girón.
- Saya de la Marquesa: Realizada por el instituto de las Adoratrices en 1942 en hilos de oro fino y plata sobre terciopelo negro y donada por Doña María de Cubas y Erice, la Marquesa Viuda de Aldama, ampliada en 2020 por Manolo Mendoza.
- Saya morada: Realizada por Manolo Mendoza en 2022, bajo diseño de Salvador Aguilar, en hilo de oro fino.
- Toca de Manolo Mendoza: Realizada por Manolo Mendoza en 2005, bajo diseño de Fernando Prini, en hilo de oro fino y sedas sobre malla.
- Toca de María Morales: Realizada por Esperanza Elena Caro en 1960 en hilo de oro fino sobre malla. Fue un regalo de la actriz y soprano María de los Ángeles Morales.
- Corona de las Capillas: Realizada por Manuel Seco Velasco en la década de los 60 en plata sobredorada y en su color.
- Corona de Coronación: Realizada por José Jiménez Jiménez en 1986 en plata sobredorada.
- Corona de capilla: Realizada por Joaquín Ossorio en 2017, bajo diseño de Curro Claros, en plata de ley.
- Diadema: antigua, en plata de ley, de tamaño pequeño.
- Diadema: Realizada por Manuel Seco Velasco en plata de ley sobredorada.
- Diadema: Realizada por Hermanos Delgado en plata de ley sobredorada con motivo del XXV aniversario de coronación.
- Dalmáticas: Realizadas por Esperanza Elena Caro en hilo de oro fino sobre terciopelo negro o morado en la década de los 50.

## Curiosidades
La procesión de la Hermandad es de las más esperadas por el pueblo malagueño, siendo su patrimonio uno de los más ricos de España. El manto de procesión de la Virgen de los Dolores es considerado patrimonio histórico, midiendo alrededor de 8 metros y medio de largo. El paso procesional en su totalidad está considerado BIP (Bien de Interés Patrimonial). En este aspecto cabe destacar, que el conjunto formado por trono, manto y palio tiene una consonancia perfecta, siendo considerado una obra maestra, y la obra más importante de la orfebrería desde las grandes custodias de Arfe según el IAPH, sin parangón con otra semejante. Esta Hermandad posee una fuerte vinculación con el cuerpo de la Guardia Civil, saliendo una numerosa representación en su desfile. Esta Cofradía termina su estación de penitencia alrededor de las 4:45-5:00.

## Recorrido Oficial
| Predecesor: La Sangre | Orden de entrada en el Recorrido Oficial (Miércoles Santo) 7º lugar | Sucesor: Cena (Jueves Santo) |